# Lasioglossum ruidosense
Lasioglossum ruidosense är en biart som först beskrevs av Theodore Dru Alison Cockerell 1897.  Lasioglossum ruidosense ingår i släktet smalbin, och familjen vägbin. Arten förekommer i västra Nordamerika.

## Beskrivning
Huvud och mellankropp är gröna med blått eller guldgult inslag, övergående till brunt framför allt på delar av ansiktet. Clypeus är svartbrun upptill, bronsfärgad nertill. Även partiet ovanför clypeus är bronsfärgat. Antennerna är mörkbruna med undersidan på de yttre delarna ljusare. Mellankroppen har bruna ben med rödbruna mitt- och bakfötter, samt halvgenomskinliga vingar med rödbruna ribbor och vingbaser. Bakkroppen är mörkbrun med bakkanterna på tergiterna och sterniterna rödaktiga till (hos honan) genomskinligt brungula. Hårbeklädnaden är genomgående gles och smutsvit; på hanen kan dock den nedre delen av partiet kring ögonen vara rikligare och täcka den underliggande kroppsytan. Tergit 3 till 4 har svaga hårremmar längs bakkanterna. Arten är liten, med en kroppslängd på 5,8 till 6,2 mm hos honan, 5,3 till 5,4 mm hos hanen.

## Utbredning
Lasioglossum ruidosense är en vanlig art som förekommer från Yukon, British Columbia, Alberta och sydvästra Saskatchewan i Kanada längs västra USA från Washington, Idaho och Montana till Arizona och New Mexico. Eventuellt börjar utbredningsområdet redan i Alaska.

## Ekologi
Arten förekommer i flera olika biotoper, somergsterräng, skog, inte minst tajga, prärie med flera.
Den är polylektisk, den flyger till blommande växter från många familjer. Framför allt korgblommiga växter och rosväxter, men också korsblommiga växter, flenörtsväxter, näveväxter, slideväxter, oleanderväxter, nejlikväxter, ärtväxter, gentianaväxter, ripsväxter, kransblommiga växter, liljeväxter, snyltrotsväxter, blågullsväxter, ranunkelväxter och stenbräckeväxter.
Likt andra arter i undersläktet förmodas den vara social. Boet inrättas i jorden, och endast den parade honan övervintrar.

## Taxonomi
DNA-analyser av fångade exemplar troliggör enligt den kanadensiske entomologen Jason Gibbs att taxonet egentligen kan vara ett artkomplex av flera, mycket närstående arter, av vilka minst tre finns i västra Kanada. Morfologiskt finns det dock inga skillnader mellan de möjliga arterna.